# Août 1854

## Événements
- 8 août : 
  - adoption des Quatre points de Vienne : La Russie doit renoncer à son influence dans les principautés roumaines ; abandonner son projet de protectorat religieux ; accepter la liberté de navigation sur le Danube ainsi que la modification de la Convention des Détroits de 1841 (plus de navires de guerre).
  - Débarquement des forces britanniques et françaises à la bataille de Bomarsund
  - Thomas Jefferson Dryer affirme avoir été le premier à escalader le mont Hood

- 12 août (Guerre de Crimée) : le corps expéditionnaire de la Baltique met le siège devant la forteresse de Bomarsund.
- 18 - 27 août (Guerre de Crimée) : victoire russe à la Bataille de Petropavlovsk, au Kamtchatka.
- 20 août, Roumanie : ouverture de la première ligne de chemin de fer, sur le territoire de l'actuelle Roumanie, entre Oravița et Baziaş (pour le seul trafic des marchandises).
- 28 août, France : le comte Achille Baraguey d'Hilliers reçoit le bâton de maréchal d'Empire.

## Naissances
- 8 août :
  - Andrew Van Vranken Raymond (mort le 5 avril 1918), ministre du culte presbytérien Américain
  - Lucien Lambeau (mort le 10 novembre 1927), historien français
- 15 août : Xavier Francotte, médecin psychiatre belge († 1931)
- 23 août : Moritz Moszkowski, compositeur russe († 1925).

## Décès
- 8 août :
  - Zénaïde Bonaparte (né le 8 juillet 1801), princesse française et altesse impériale
  - John Freeman Milward Dovaston (né le 30 décembre 1782),  poète et un naturaliste